# Heilig Hartziekenhuis Mol
Het H. Hartziekenhuis Mol is een basisziekenhuis van 183 bedden, gelegen in Mol-Centrum.
Het regionale ziekenhuis telt meer dan 80 artsen en zo'n 700 medewerkers en biedt volgende hospitalisatiediensten aan: Chirurgie / Inwendige Ziekten / Geriatrie / Kindergeneeskunde / Kraamafdeling.